# Gherasim Popa
Gherasim Popa (n.? - d.?) a fost un demnitar comunist. Gherasim Popa a fost ministru al Industriei Metalurgice și Construcțiilor de Mașini (1955 - 1957) și Ministrul Industriei Grele (1957 - 1959). Gherasim Popa a fost deputat în Marea Adunare Națională în perioada 1952 -1961. Gherasim Popa a fost membru în CC al PMR în perioada 1955 - 1960.

## Distincții
- Ordinul „Steaua Republicii Populare Romîne” clasa a III-a (30 decembrie 1957) „cu ocazia celei de a zecea aniversări a proclamării Republicii Populare Romîne și pentru merite deosebite în îndeplinirea sarcinilor date de Partidul Muncitoresc Romîn, pentru merite deosebite pe tărîmul construcției de stat, economice, sociale, culturale și obștești”[2]
- Medalia „40 de ani de la înființarea Partidului Comunist din Romînia” (6 mai 1961) „pentru merite în activitatea de partid și întărirea regimului democrat-popular”[3]